# Ion Bică
Ion Bică este un senator român ales în circumscripția electorală nr. 20 Gorj în legislatura 1992-1996. Ion Bică a fost validat ca senator pe data de 7 februarie 1996, dată la care l-a înlocuit pe senatorul Mihail Lădaru. Ion Bică a devenit senator pe listele Partidului Socialist al Muncii în perioda 7.2.1996 - 21.11/1996.

## Legături externe
- Ion BICĂ - Sinteza activității parlamentare în legislatura 1992-1996

1. ↑  Senatul României - Fișă senator, www.senat.ro